# Rachias conspersus
Rachias conspersus är en spindelart som först beskrevs av Charles Athanase Walckenaer 1837.  Rachias conspersus ingår i släktet Rachias och familjen Nemesiidae. Inga underarter finns listade i Catalogue of Life.